# Ebermannstadt
Ebermannstadt (wschodniofrank. Ärmestoodt) – miasto w Niemczech, w kraju związkowym Bawaria, w rejencji Górna Frankonia, w regionie Oberfranken-West, w powiecie Forchheim, siedziba wspólnoty administracyjnej Ebermannstadt. Leży ok. 10 km na północny wschód od Forchheim, nad rzeką Wiesent, przy drodze B470 i linii kolejowej Forchheim — Gößweinstein.

## Dzielnice
W skład miasta wchodzą następujące dzielnice: 
- Breitenbach
- Ebermannstadt
- Gasseldorf
- Niedermirsberg
- Rüssenbach
- Neuses-Poxstall
- Wohlmuthshüll
- Buckenreuth
- Moggast
- Wolkenstein
- Thosmühle
- Burggaillenreuth
- Windischgaillenreuth
- Eschlipp
- Kanndorf

## Zabytki i atrakcje
- ratusz
- domy z muru pruskiego
- Kościół pw. św. Mikołaja (St. Nikolaus)
- fontanna maryjna
- koło wodne z 1606
- most nad Wiesent
- zamek Feuerstein, wybudowany w 1941 w stylu frankońskim

## Osoby urodzone w Ebermannstadt
- Johann Georg Lahner (1772 - 1845), rzemieślnik, wymyślił parówkę wiedeńską
- Friedrich Theiler (1748 - 1826), rzeźbiarz